# Pietro Caucchioli
Pietro Caucchioli [uitspraak: 'kʌukjɔli] (Bovolone, 28 augustus 1975) is een Italiaans voormalig wielrenner.

## Carrière
In 1999 behaalde Caucchioli zijn eerste professionele overwinning toen hij de 4e etappe van de Ronde van Lucca op zijn naam schreef. Een jaar later deed hij voor het eerst mee aan een grote ronde, hij eindigde als 85e in de Ronde van Italië. Een jaar later wist hij al in de top-10 van deze koers te komen en behaalde een negende plaats en won twee etappes. Vervolgens won hij in 2002 een etappe in de Ronde van Aragón en eindigde als derde in de Ronde van Italië. Een jaar later reed hij naast de Giro ook de Ronde van Frankrijk, maar viel na de 12e etappe uit. In 2004 reed hij hem echter wel uit, en belandde net buiten de top-10 op de 11e plaats in het eindklassement. Zijn eerste Ronde van Spanje reed hij ook niet uit. In 2006 werd hij tweede in het bergklassement van de Vuelta en 37e in het eindklassement.

## Doping
In 2010 schorste het CONI (het Italiaanse Olympisch Comité) de renner voor twee jaar vanwege afwijkende bloedwaarden, wat kan wijzen op bloeddoping. Hij werd door zijn werkgever, Lampre, direct op non-actief gesteld. Op 8 maart 2011 werd bekend dat de schorsing, die met terugwerkende kracht in was gegaan en in juni 2011 verloopt, werd gehandhaafd door het CAS.

## Belangrijkste overwinningen
1998
Ronde van Belvedere
1999
4e etappe Ronde van Lucca
2001
8e en 17e etappe Ronde van Italië
2002
3e etappe Ronde van Aragón
2003
3e etappe Ronde van Lucca
2006
3e etappe Ronde van de Middellandse Zee (ploegentijdrit)

## Resultaten in voornaamste wedstrijden
| Jaar | Ronde van Italië | Ronde van Frankrijk | Ronde van Spanje |
| ---- | ---------------- | ------------------- | ---------------- |
| 1999 | 46e              |                     |                  |
| 2000 | 85e              |                     |                  |
| 2001 | 9e (2)           |                     |                  |
| 2002 | ↑                |                     | 23e              |
| 2003 | 26e              | opgave              |                  |
| 2004 |                  | 10e                 | opgave           |
| 2005 | 8e               | 36e                 |                  |
| 2006 |                  | 15e                 | 37e              |
| 2007 | 27e              |                     | opgave           |

| Jaar | Milaan-San Remo | Amstel Gold Race | Luik-Bast.‑Luik | Ronde van Lombardije |  | Wereldranglijsten |
| ---- | --------------- | ---------------- | --------------- | -------------------- |  | ----------------- |
| 1999 |                 | 52e              |                 |                      |  |                   |
| 2000 | 104e            | 70e              |                 |                      |  |                   |
| 2001 |                 | 32e              |                 |                      |  |                   |
| 2002 |                 | 50e              |                 |                      |  |                   |
| 2003 |                 |                  |                 | 68e                  |  |                   |
| 2004 |                 |                  |                 |                      |  |                   |
| 2005 |                 |                  | 61e             |                      |  | 80e (UPT)         |
| 2006 |                 | 75e              | 47e             |                      |  | 98e (UPT)         |
| 2007 |                 |                  |                 |                      |  |                   |